# جبريل لاكروا
جبريل لاكروا (بالفرنسية: Gabriel Lacroix)‏ هو لاعب اتحاد الرغبي فرنسي، ولد في 19 أكتوبر 1993 في تولوز في فرنسا.

## وصلات خارجية
- جبريل لاكروا عل موقع إسبنسكروم (الإنجليزية)
- جبريل لاكروا على موقع ItsRugby.co.uk (الإنجليزية)